# Ōwa (Ära)
Ōwa (japanisch 応和) ist eine japanische Ära (Nengō) von  März 961 bis August 964. Der vorhergehende Äraname ist Tentoku, die nachfolgende Ära heißt Kōhō. Die Ära fällt in die Regierungszeit des Kaisers (Tennō) Murakami.
Der erste Tag der Ōwa-Ära entspricht dem 5. März 961, der letzte Tag war der 18. August 964. Die Ōwa-Ära dauerte vier Jahre oder 1263 Tage.

## Ereignisse
- 961 Der Tennō zieht nach der Brandkatastrophe im letzten Jahr der Tentoku-Ära in den neu gebauten Palast ein[2]